# Raymond Rancurel
Raymond Rancurel, né à Montaimont (duché de Savoie) en 1519 et mort à Arras en 1582, est un sculpteur, graveur, peintre imagier et calligraphe.

## Biographie
Raymond Rancurel est né en 1519 dans la paroisse de Montaimont (parfois Montémont), située dans la vallée de la Maurienne, qui fait partie à cette époque du duché de Savoie,,. Son père, Pierre-Emmanuel Rancurel, est un notaire ducal,, ainsi que « commissaire des extentes comitales des Seigneurs de La-Chambre ». Il est formé auprès des Chanoines de Saint-Marcel de La Chambre. Lorsque le duché de Savoie est occupée par les troupes de François Ier, Raymond Rancurel quitte la région aux côtés du père Zozime pour se réfugier en l'abbaye Saint-Vaast, en Artois.
Il réalise ainsi des miniatures. Il illustre ainsi, en 1543, « un Livre d'Heures pour la comtesse de Rambouillet ». Son travail est remarqué à Paris lors de la réalisation de Plans et Perspectives des principales villes du Royaume de France. Il est ainsi l'auteur d'un Pourtraict de la ville de Mascon (1575), dans la sixième édition de la Cosmographie universelle de tout le Monde de Belleforest.
Il meurt en 1582 à Arras,.